# 普克羅科查湖
11°29′38″S 76°19′7″W / 11.49389°S 76.31861°W
普克羅科查湖（Lake Pucrococha），是秘魯的湖泊，位於該國中部胡寧大區，由堯利省的馬爾卡波馬科查區負責管轄，處於馬爾卡波馬科查湖東南面。